# Aki Kaurismäki
|           | |
| Rođenje   | Aki Olavi Kaurismäki4 April 1957 (64) Orimattila, Finska |
| Zanimanje | Redatelj, urednik i producent |
| Nagrade   | Silver Bear2016 The Other Side of Hope Cannes Grand Prix 2002 The Man Without a Past Cannes Ecumenical Jury Special Mention 1996 Drifting Clouds Cannes Prize of the Ecumenical Jury 2002 The Man Without a Past FIPRESCI Award 2011 Le Havre Jussi for Best Film 2006 Lights in the Dusk Jussi for Best Debut Film 1983 Crime and Punishment Jussi for Best Script 1983 Crime and Punishment 1996 Drifting Clouds 2002 The Man Without a Past 2011 Le Havre Jussi for Best Direction 1990 The Match Factory Girl 1992 La vie de bohème 1996 Drifting Clouds 2002 The Man Without a Past São Paulo Audience Award for Best Feature 1996 Drifting Clouds |

Aki Kaurismäki (4. travnja 1957. Orimattila) finski je filmski redatelj i scenarist. Najpoznatiji je po nagrađivanim filmovima Drifting Clouds (1996), The Man Without a Past (2002), Le Havre (2011) i The Other Side of Hope (2017), kao i po mockumentarnom filmu Lenjingradski kauboji idu u Ameriku (1989.). Smatra se najpoznatijim finskim filmskim redateljem.

## Osobni život
Njegov brat Mika i on proveli su djetinjstvo i mladost u različitim dijelovima Finske i rano su se zanimali za film. Oboje su radili u filmskoj industriji u inozemstvu devedesetih godina, oslanjajući se na multinacionalne financije i međunarodne uloge. Na Akija Kaurismäkija utjecali su francuski redatelji Jean-Pierre Melville i Robert Bresson.

## Karijera
Nakon što je diplomirao medijske studije na Sveučilištu u Tampereu, Kaurismäki je radio kao zidar, poštar i perač posuđa. Za film se počeo zanimati prvo kao kritičar, a kasnije kao kao scenarist i redatelj. Karijeru je započeo kao scenarist i glumac u filmovima koje je snimio njegov stariji brat Mika Kaurismäki. Glumio je glavnu ulogu u Mikinom filmu Lažljivac (1981.). Zajedno su osnovali producentsku kuću Villealfa Filmproductions, a kasnije i Midnight Sun Film Festival. Njegov debi kao neovisnog redatelja bio je Zločin i kazna (1983.), adaptacija romana Dostojevskog smještenog u moderni Helsinki. Svjetsku pozornost stekao je s mockumentarcem Leningrad Cowboys Go America (1989.). 1989. emigrirao je sa suprugom Paulom Oinonen u Portugal, rekavši da "u cijelom Helsinkiju nema mjesta na kojem bih mogao postaviti kameru". Filmski kritičar New York Timesa Vincent Canby proglasio je Kaurismäkija 1992. godine  „originalom ... jednim od najosebujnijih i najsvojstvenijih kinematografskih umjetnika, a možda i jednim od najozbiljnijih .... [On] bi mogao ispasti glavni europski filmaš 90-ih”.

## Stil
Tijekom posljednjih dvadeset godina, Kaurismäki je postao jedan od najistaknutijih “auteurs” međunarodne kinematografije jer sam piše, režira, uređuje i producira, spajajući minimalizam i melodramu da prikaže teškoće finske klase plavih ovratnika. Međutim, njegovi filmovi nikad nisu didaktični već su crna komedija. Svoje filmove smatra šalama na račun ekonomske situacije koje govore o raznim društvenim okrutnostima, nezaposlenosti. Nazvan je “auteur” jer sam piše, režira, producira i obično montira filmove, i tako uvodi svoj osobni stil "drollery and deadpan". Likovi često miruju i recitiraju dijalog kao da se sastoji od vječnih istina. Ti se likovi rijetko smješkaju, tužno klimaju i stalno puše. Kamera je obično mirna. Događaji se prikazuju na jednostavan način, a likovi su obično prepušteni samima sebi i suočavaju se problemima I posljedicama. Međutim, unatoč svojim tragedijama i neuspjesima, likovi se ne predaju i na kraju savladavaju prepreke I opstaju.  
Veći dio Kaurismäkijevih djela usredotočen je na Helsinki, poput filma Calamari Union, trilogije Proletariat (Sjene u raju, Ariel i Djevojka iz tvornice šibica) i finske trilogije (Drifting Clouds, The Man Without Past i Lights in the Dusk). Njegova vizija Helsinkija kritična je i neobično neromantična.  Njegovi likovi često govore o tome kako žele pobjeći iz Helsinkija - Neki završe u Meksiku (Ariel), drugi u Estoniji (Shadows in Paradise, Calamari Union, i Take Care of Your Scarf, Tatjana). 
Na Kaurismäkija su utjecali francuski redatelji Jean-Pierre Melville, Jacques Becker i Robert Bresson, japanski redatelj Yasujirō Ozu, američki redatelj John Cassavetes, a neki su kritičari zaključili da postoji I  utjecaj Rainera Wernera Fassbindera. Njegovi filmovi imaju šaljivu stranu što se može vidjeti i u filmovima Jima Jarmuscha, koji se pojavio u Kaurismäkijevom filmu Lenjingradski kauboji odlaze u Ameriku. Jarmusch je koristio glumce koji su se često pojavljivali u Kaurismäkijevim filmovima za svoj film Noć na Zemlji, čiji se dio odvija u Helsinkiju. 
Kaurismäki je glasni kritičar digitalne kinematografije, nazivajući je "vražjim izumom" rekavši da "u ovom životu neće snimati digitalni film". U ožujku 2014. godine, međutim, pomirio se rekavši da je svoj skromni filmski opus učinio digitalnim kako bi bio dostupan svoj potencijalnoj publici. 

## Nagrade
Kaurismäkijev film Ariel (1988.) ušao je na 16. Moskovski međunarodni filmski festival gdje je osvojio Prix FIPRESCI.   
Kaurismäkijev najcjenjeniji film bio je Čovjek bez prošlosti, koji je osvojio Grand Prix i nagradu ekumenskog žirija na Filmskom festivalu u Cannesu 2002., a nominiran je za Oscara u kategoriji najboljeg filma na stranom jeziku 2003. godine. Međutim, Kaurismäki je odbio prisustvovati dodjeli Oscara, tvrdeći da mu nije do zabave u zemlji koja je bila u ratnom stanju. Sljedeći Kaurismäkijev film Lights in the Dusk također je izabran za finskog kandidata za najbolji film na stranom jeziku, ali Kaurismäki je ponovno bojkotirao nagrade i odbio nominaciju, kao protest protiv vanjske politike američkog predsjednika Georgea W. Busha. Kaurismäki je 2002. godine također bojkotirao 40. filmski festival u New Yorku u znak solidarnosti s iranskim redateljem Abbasom Kiarostamijem, koji nije dobio američku vizu na vrijeme za festival.  
Kaurismäkijev film 2017. Druga strana nade osvojio je nagradu Srebrni medvjed za najbolju režiju na 67. Berlinskom međunarodnom filmskom festivalu.  Na istom je festivalu također najavio da će to biti njegov posljednji redateljski film. 

## Politička stajališta
U prosincu 2019., zajedno s još 42 vodeće kulturne osobe, Kaurismäki je na općim izborima 2019. godine potpisao pismo kojim podržava Radničku stranku pod vodstvom Jeremyja Corbyna. U pismu se navodi da "izborni manifest rada pod vodstvom Jeremyja Corbyna nudi transformativni plan koji daje prednost potrebama ljudi i planeta nad privatnom dobiti i založenim interesima nekolicine. 
Kaurismäki se bavi europskom migrantskom krizom ne izbjegavajući teške aspekte stvarnosti. "Volio bih promijeniti stav Finaca", rekao je filmaš iz Berlina. Kad je 20 000 Iračana došlo u Finsku, mnogi su ljudi u zemlji to doživljavali kao napad, poput rata. odlučio je snimiti film koji će se baviti tom problematikom. "Poštujem gospođu Merkel", rekao je također i za njemačku kancelarku, koja je oštro kritizirana zbog izbjegličke politike otvorenih vrata, "Ona je jedina političarka koja izgleda barem zainteresirana za taj problem”.  
U intervjuu s filmskim znanstvenikom Andrewom Nestingenom iz 2007. godine, Kaurismäki je rekao: "Prava sramota ovdje je finska izbjeglička politika... Odbijamo status izbjeglice iz najmanjih razloga i ljude vraćamo na sigurna mjesta poput Darfura, Iraka i Somalije. Sasvim je sigurno, samo naprijed. Naša je politika mrlja među nordijskim zemljama. Sramotno."

## Filmografija

### Dugometražni igrani filmovi
- Rikos ja rangaistus ("Zločin i kazna" -  1983.)
- Calamari Union, 1985.
- Varjoja paratiisissa (Shadows in Paradise), 1986.
- Hamlet liikemaailmassa (Hamlet Goes Business), 1987.
- Ariel, 1988.
- Likaiset kädet (Les mains sales), 1989.
- Leningrad Cowboys Go America, ("Lenjingradski kauboji idu u Ameriku" - 1989.)
- Tulitikkutehtaan tyttö (The Match Factory Girl), 1990.
- I Hired a Contract Killer, 1990.
- Boheemielämää (La vie de bohème), 1992.
- Pidä huivista kiinni, Tatjana (Take Care of Your Scarf, Tatiana), 1994.
- Leningrad Cowboys Meet Moses, 1994.
- Kauas pilvet karkaavat (Drifting Clouds), 1996.
- Juha, 1999.
- Mies vailla menneisyyttä (The Man Without a Past) (2002.)
- Laitakaupungin valot ("Svjetla iz sumraka" - 2006.)
- Le Havre (Luka), 2011.
- Druga strana nade (2017.)

### Dokumentarni filmovi
- The Saimaa Gesture, 1981
- Total Balalaika Show, 1994
- Juice Leskinen & Grand Slam: Bluesia Pieksämäen asemalla, 2013 (18 min)

### Kratkometražni filmovi
- Rocky VI, 1986 (8 min),
- Thru the Wire, 1987 (6 min),
- Rich Little Bitch, 1987 (6 min),
- L.A. Woman, 1987 (5 min),
- Those Were The Days, 1991 (5 min),
- These Boots, 1992 (5 min),
- Oo aina ihminen, 1995 (5 min),
- Välittäjä, 1996 (4 min),
- Dogs Have No Hell, 2002 (10 min),
- Bico, 2004 (5 min),
- The Foundry, 2006 (3 min),
- Tavern Man, 2012 (14 min).

### Filmovi u kojima glumi
- The Liar (1981),
- The Worthless (1982),
- Huhtikuu on kuukausista julmin (1983),
- Apinan vuosi (1983),
- Viimeiset rotanrahat (1985),
- Calamari Union (1985),
- Ylösnousemus (1985),
- Shadows in Paradise (1986),
- Rocky VI (1986),
- I Hired a Contract Killer (1990),
- Shit Happens (1992),
- Leningrad Cowboys Meet Moses (1994),
- Iron Horsemen (1994),
- Mustasilmä-Susanna ja lepakkoluolan aarre (1996),
- Aaltra (2004),
- Vandaleyne (2015).